# Sitalcas
Sitalcas is een geslacht van spinnen uit de familie hangmatspinnen (Linyphiidae).

## Soorten
De volgende soorten zijn bij het geslacht ingedeeld:
- Sitalcas ruralis Bishop & Crosby, 1938